# Список почесних консульств у Болгарії
Нижче представлено список почесних консульств в Болгарії. Болгарія має дипломатичні стосунки із багатьма державами світу, але в багато із них не має посольства в Болгарії. До того ж, в Болгарії є всього лише 6 генеральних консульств. Тому в Софії та інших містах, де немає професійного дипломатичного чи консульського представництва, були відкриті почесні консульства, в яких працюють почесні консули, які не завжди є професійними дипломатами і для яких обов'язки почесного консула не завжди є основним працевлаштуванням. Наразі в Болгарії знаходяться 72 почесних консульства.

## Софія
- Австралія (Індіана Тріфонова)
- Антигуа і Барбуда (Іван Тодоров)
- Бангладеш (Георгі Іванов)
- Гана (Господін Господінов)
- Гватемала (Веселин Сімов)
- Гвінея (Ердінч Кязім Рамадан)
- Еквадор (Захарі Кушев)
- Естонія (Борис Халачев)
- Ісландія (Цветеліна Бориславова)
- Йорданія (Хасан Аль-Бармауї)
- Канада (Іво Прокопієв)
- Кенія (Івайло Дерменджиєв)
- Колумбія (Рафаель Алварадо)
- Латвія (Александр Попов)
- Литва (Рачо Рібаров)
- Люксембург (Саша Безуханова)
- Маврикій (Хрісто Ілієв)
- Малайзія (Светослав Джамбов)
- Малі (Міхаїл Міхайлов)
- Мальдіви (Борислав Діонісієв)
- Мальта (Борислав Боянов)
- Мексика (Пенчо Ралчев)
- Монако (Сєргєй Пєнєв)
- Монголія (Пенчо Іванкін)
- Норвегія (Венцеслава Янчовська-Іванова)
- Перу (Даніель Тієнда Гонсалес)
- Сейшельські Острови (Максим Бехар)
- Словенія (Ніколай Василев)
- Таїланд (Віктор Мєламєд)
- Уганда (Івайло Йотов)
- Уругвай (Йоакім Каламаріч)
- Філіппіни (Огнян Траянов)
- Чилі (Георгі Крумов)
- Швеція (Гьоран Свенсон)
- Шрі-Ланка (Борислав Сарандєв)

## Варна
- Данія (Константін Дараданов)
- Ізраїль (Красімір Методієв)
- Індонезія (Красімір Сімов)
- Іспанія (Христо Досєв)
- Італія (Антоніо Таркуїніо)
- Німеччина (Недялко Неделчєв)
- Норвегія (Константін Дараданов)
- ПАР (Румен Ганчев)
- Словаччина (Едіта Благоєвова)
- Угорщина (Йордан Йорданов)
- Фінляндія (Красімір Ганчев)
- Франція (Недялко Неделчєв)
- Чехія (Зденка Боєвова)
- Швеція (Константін Дараданов)

## Пловдив
- Албанія (Арістір Андреа Дімо)
- Вірменія (Ехіязар Узунян)
- Екваторіальна Гвінея (Владімір Кісьов)
- Італія (Джузепе де Франческо)
- Марокко (Светослав Глосов)
- Молдова (Веселин Чіпєв)
- Німеччина (Маріана Чолакова)
- Росія (Георгі Гергов)
- Україна (Дімітар Георгієв)
- Франція (Теофана Брадінска-Ангелова)
- Чехія (Іван Соколов)

## Бургас
- Білорусь (Атанас Попов)
- Грузія (Дінко Дінєв)
- Естонія (Петко Русінов)
- Ізраїль (Орлін Мандов)
- Росія (Тонко Фотєв)
- Румунія (Євгенія Попеску)
- Україна (Дімітар Каранєнов)

## Інші міста
- Італія: Стара Загора (Марко Джузепе Буцеті)
- Казахстан: Благоєвград (Мітко Солаков)
- Румунія: Видин (Коста Грівов)
- Румунія: Сілістра (Стефан Райчев)
- Україна: Русе (Пламен Бобоков)